# Stazione di Cosio-Traona
La stazione di Cosio-Traona è una stazione ferroviaria posta sulla linea Tirano-Lecco, a servizio dei comuni di Cosio Valtellino e Traona.

## Strutture e impianti
Il fabbricato viaggiatori è una struttura su due livelli, di colore rosso dov'è ubicata la sala d'attesa.
Il piazzale si compone di due binari passanti utilizzati per il servizio viaggiatori.

## Movimento
La stazione è servita da treni regionali della direttrice R13 Lecco-Colico-Sondrio e solo nei giorni festivi alcune corse vengono prolungate fino alla stazione di Milano Porta Garibaldi, svolti da Trenord nell'ambito del contratto di servizio stipulato con la Regione Lombardia.

## Servizi
La stazione dispone di:
- Sala d'attesa con monitor di arrivo e partenza dei treni
- Annuncio sonoro per l'arrivo, la partenza e per le informazioni sulla linea
- Parcheggio di auto, moto e biciclette
- Fermata autobus extraurbani